# Kraagpapegaai
De kraagpapegaai (Deroptyus accipitrinus) is een papegaaiachtige uit de familie papegaaien van Afrika en de Nieuwe Wereld. De wetenschappelijke naam van de soort werd als Psittacus accipitrinus in 1758 gepubliceerd door Carl Linnaeus. De soort komt voor in noordelijk Zuid-Amerika. Het is de enige soort die in het geslacht Deroptyus Wagler, 1832 wordt geplaatst.

## Kenmerken
De soort is te herkennen aan de kraag van blauwgerande rode veren, aan de rood met blauwe geschakeerde veren op de borst, en aan de groene rug. De staartveren zijn ongeveer een derde van de lichaamslengte lang en vrij breed. De bouw van de papegaai doet enigszins denken aan die van een roofvogel; de havik-achtige ogen versterken dit beeld. De mannetjes en vrouwtjes zien er hetzelfde uit en zijn moeilijk te onderscheiden. De vogel kan een lengte van 35 centimeter en een gewicht van 250 gram bereiken.
De kraagpapegaai bezit verlengde halsveren die kunnen worden opgeheven om een grote felgekleurde waaiervormige kraag te vormen, die de kop van de vogel aanzienlijk groter maakt. Deze opgezette verenkraag wordt waarschijnlijk gebruikt bij bedreiging.
Kraagpapegaaien zijn standvogels die leven in paren of in groepen tot 20 exemplaren. In de natuur zijn er slechts twee nesten onderzocht; beide telden slechts een enkel kuiken. De kraagpapegaai wordt niet beschouwd als bedreigd (CITES II). De papegaai kan agressief gedrag vertonen naar soortgenoten, vooral in de paartijd, soms tot de dood erop volgt.

## Leefwijze
De soort leeft over het algemeen in ongerepte bossen, en voedt zich met vruchten, zaden, noten, bessen en ander plantaardig materiaal in boomkruinen.

## Voortplanting
De kraagpapapegaai broedt in de natuur van november tot april. Hiervoor wordt een boomholte gebruikt waarin ook buiten de broedtijd de nacht wordt doorgebracht. Er worden doorgaans 2 tot 3 eieren gelegd die de pop in circa 26 dagen uitbroedt. Na ongeveer 9 weken verlaten de jongen het nest. Vaak wordt slechts één jong grootgebracht. De jonge vogels worden hoofdzakelijk door de man gevoederd.

## Verspreiding
Deze soort komt voor in het Amazonebekken (de beide Guyana’s, Brazilië, Colombia, Peru, Zuid-Venezuela en Oost-Ecuador) en telt twee ondersoorten:
- D. a. accipitrinus: van zuidoostelijk Colombia tot noordoostelijk Peru, noordelijk Brazilië en de Guyana's.
- D. a. fuscifrons Hellmayr, 1905: centraal Brazilië bezuiden de Amazonerivier.

## Status
De grootte van de populatie is niet gekwantificeerd maar de soort wordt omschreven als vrij algemeen. Op de Rode lijst van de IUCN heeft deze soort de status niet bedreigd.

## Fotogalerij

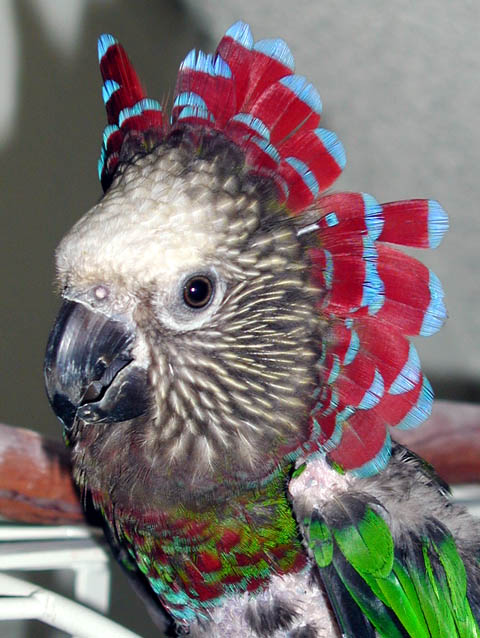
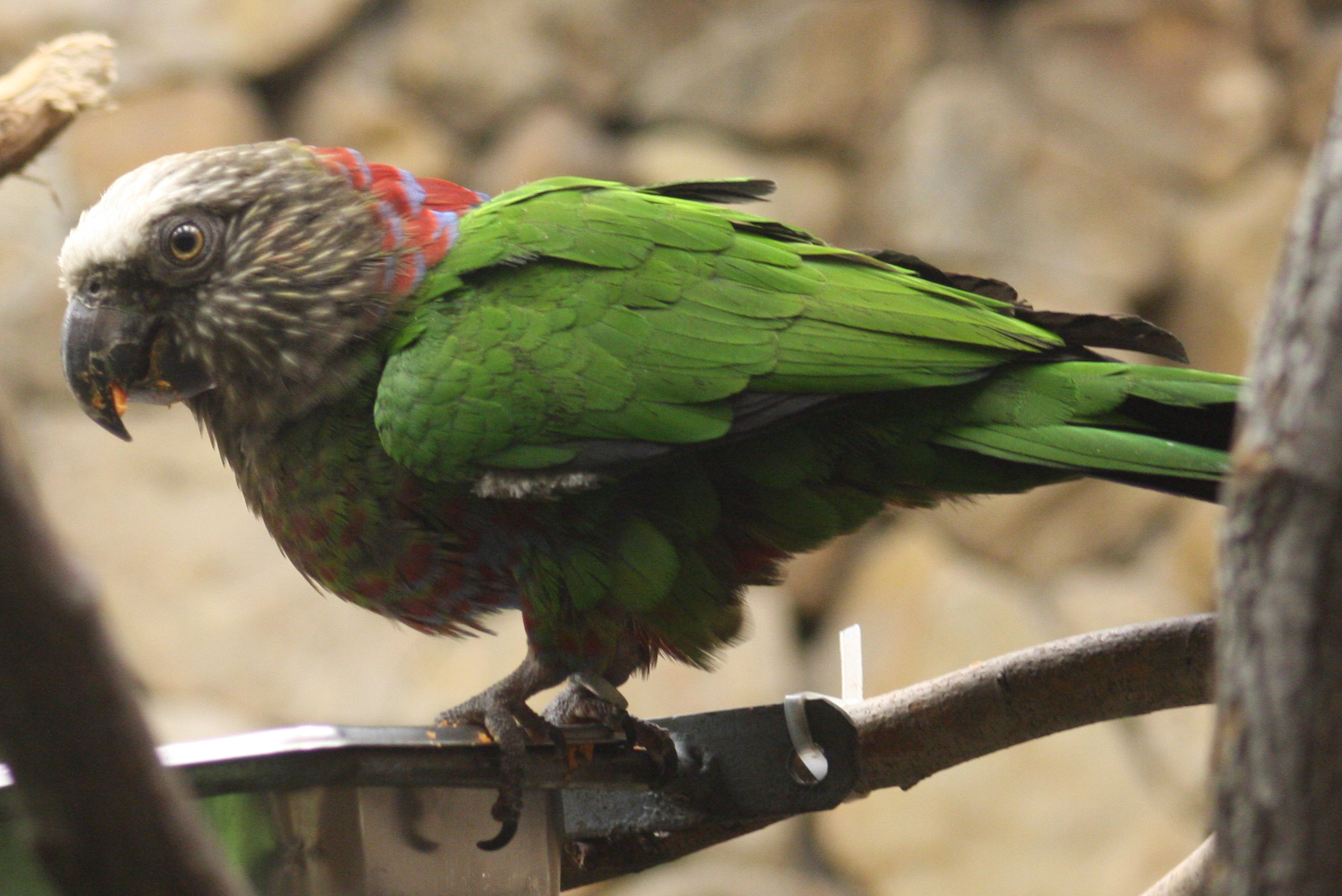
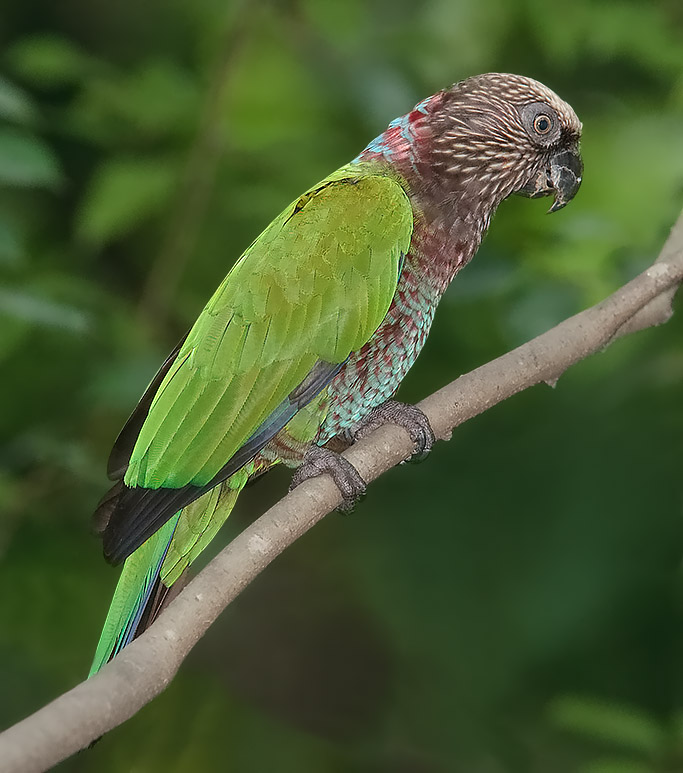
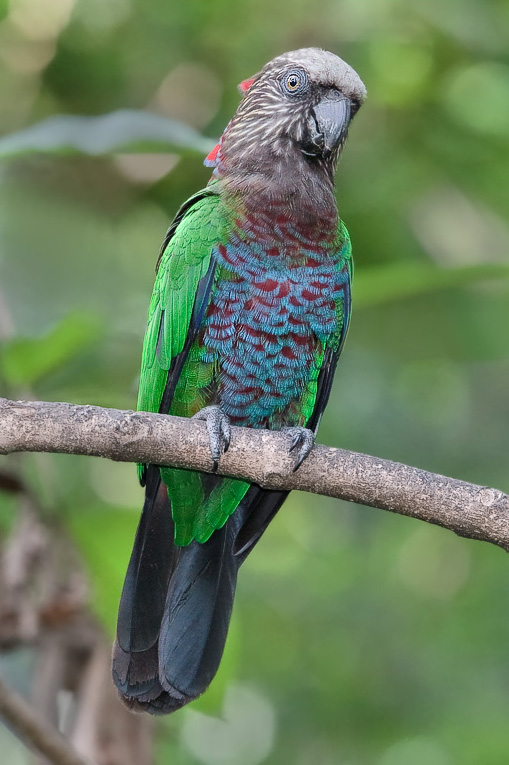

## Synoniemen
- Psittacus coronatus Kuhl, 1820